# Archidiecezja Ribeirão Preto

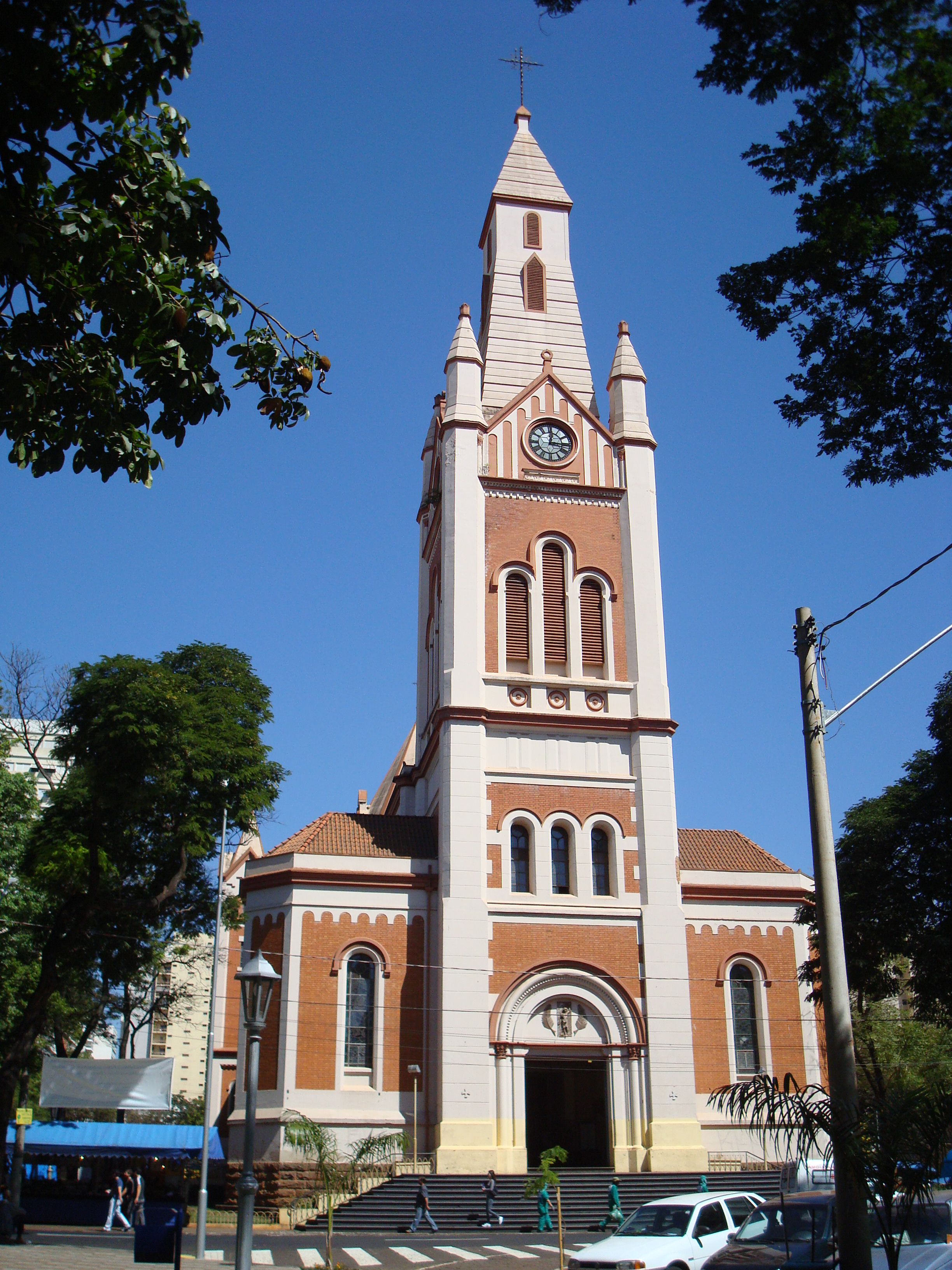
Katedra diecezjalna w Ribeirão Preto

Archidiecezja Ribeirão Preto (łac. Archidioecesis Rivi Nigri) – diecezja Kościoła rzymskokatolickiego w Brazylii. Należy do metropolii Ribeirão Preto wchodzi w skład regionu kościelnego Sul 1. Została erygowana przez papieża Piusa X bullą Dioecesium nimiam amplitudinem 7 czerwca 1908.
19 kwietnia 1959 papież Pius XII utworzył metropolię Ribeirão Preto podnosząc diecezję do rangi archidiecezji.